# Duncans
Duncans ist eine Landstadt im Norden von Jamaika. Die Stadt befindet sich im County Cornwall im Parish Trelawny. Im Jahr 2010 hatte Duncans eine Einwohnerzahl von 1.820 Menschen.

## Ethnologie
Den Namen Duncans erhielt die Stadt im Jahr 1784. Benannt wurde sie nach Peter Duncans, dem ehemaligen Besitzer des Landes auf dem der Ort errichtet ist.

## Geografie
Duncans liegt auf einer Hügelkette circa 2 Kilometer südlich von der Küste und der gleichnamigen Bucht Duncan Bay entfernt. Die durchschnittliche Höhe des Ortes beträgt 140 Meter über den Meeresspiegel. Der Höhenunterschied liegt bei ungefähr 100 Meter. In direkter Nachbarschaft befinden sich im Westen die beiden Ortschaften Carey Park in 110 Metern Höhe und Johnston Pen in einer Höhe von 75 Meter. Die Region ist bis zur Küste hin stark bewaldet, jedoch wurde das Land im Süden des Ortes größtenteils kultiviert. An der Küste befindet sich, in der Duncans Bay gelegen, der Fischerort Sands Bay. Die Hügelkette steigt von der Küste an bis auf 278 Meter über den Meeresspiegel.

## Infrastruktur
Duncans liegt am Freeway A1, der in Ost-West-Richtung verläuft. Der höher gelegene Freeway trennt den Ort von dem, an der Duncan Bay liegenden, Fischerort Sands Bay. Die Siedlungen sind durch Unterführungen miteinander verbunden.
Vom Freeway A1 her zweigt, in nördlicher Richtung verlaufend, der Freeway B10 ab, der in Duncans beginnt und über Falmouth bis nach Montego Bay führt.

## Wirtschaft
Die Einwohner leben hauptsächlich von der Landwirtschaft und dem Tourismus. In dem Ort befinden sich mehrere Hotels und Ferienwohnungen.